# Sântana de Mureș
Sântana de Mureș (Hongaars: Marosszentanna; Duits: Sankt Anna an der Mieresch) is een comună in het district Mureş, Roemenië. Het is opgebouwd uit vier dorpen, namelijk:
| In het Roemeens  | In het Hongaars |
| ---------------- | --------------- |
| Bărdeşti         | Marosbárdos     |
| Chinari          | Várhegy         |
| Curteni          | Udvarfalva      |
| Sântana de Mureş | Marosszentanna  |

## Geschiedenis

### Oudheid
De Sântana de Mureș-Tsjernjachivcultuur, die bloeide tussen de 2e en 5e eeuw voor Christus, werd genoemd naar de vindplaatsen die ontdekt werden in Sântana de Mureș en Tsjernjachiv (Oekraïne). De cultuur was verspreid over het hedendaagse Oekraïne, Roemenië, Moldavië en delen van Wit-Rusland. Het komt waarschijnlijk overeen met het Gotische koninkrijk Oium als beschreven door Jordanes in zijn werk Getica, maar is toch het resultaat van een poly-etnische culturele mengeling van Gotische, Getae-Dacische, Sarmaten en Slaven uit de regio.

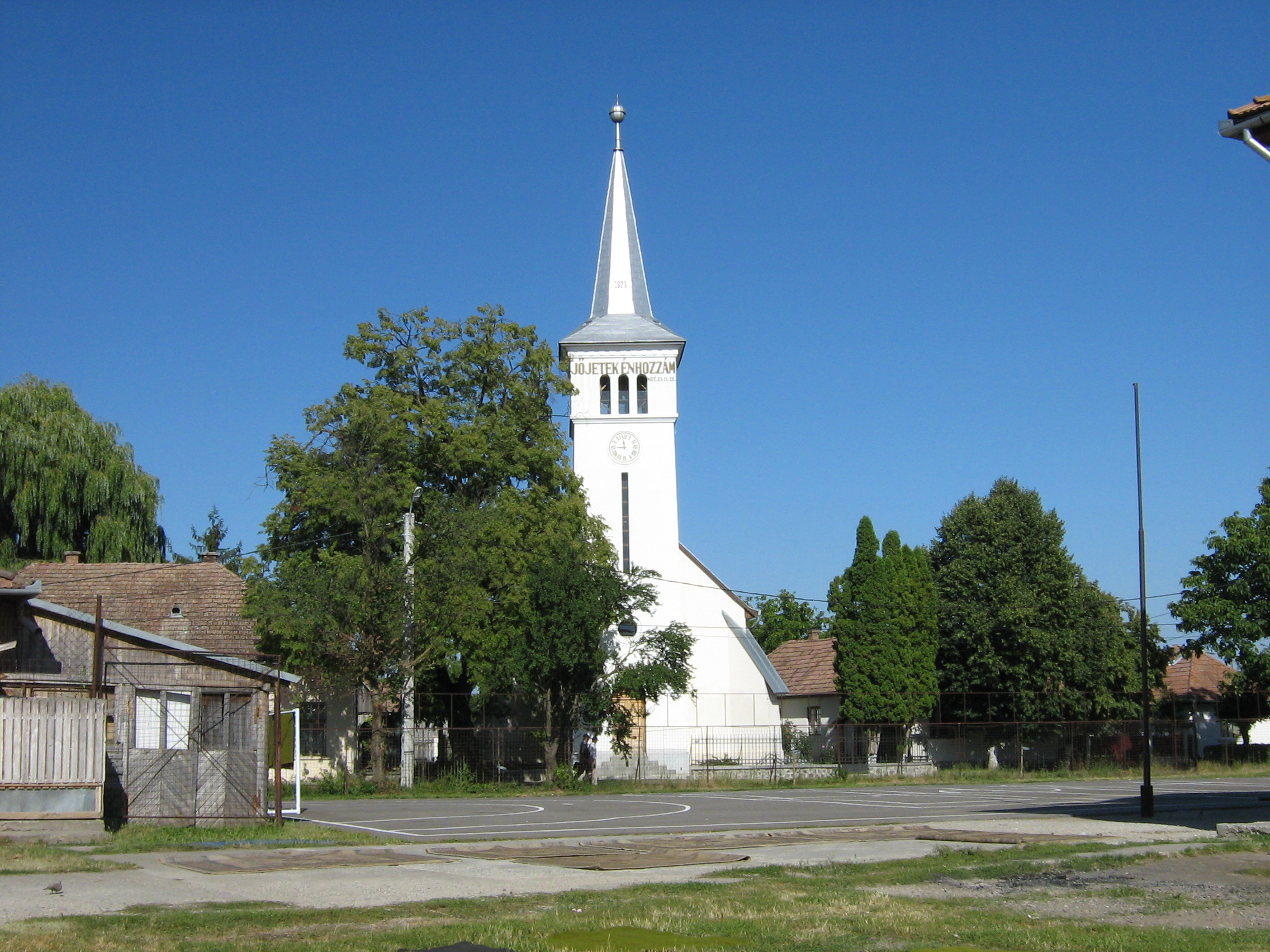
Hervormde (Presbyteriaanse) kerk van Sântana de Mureș
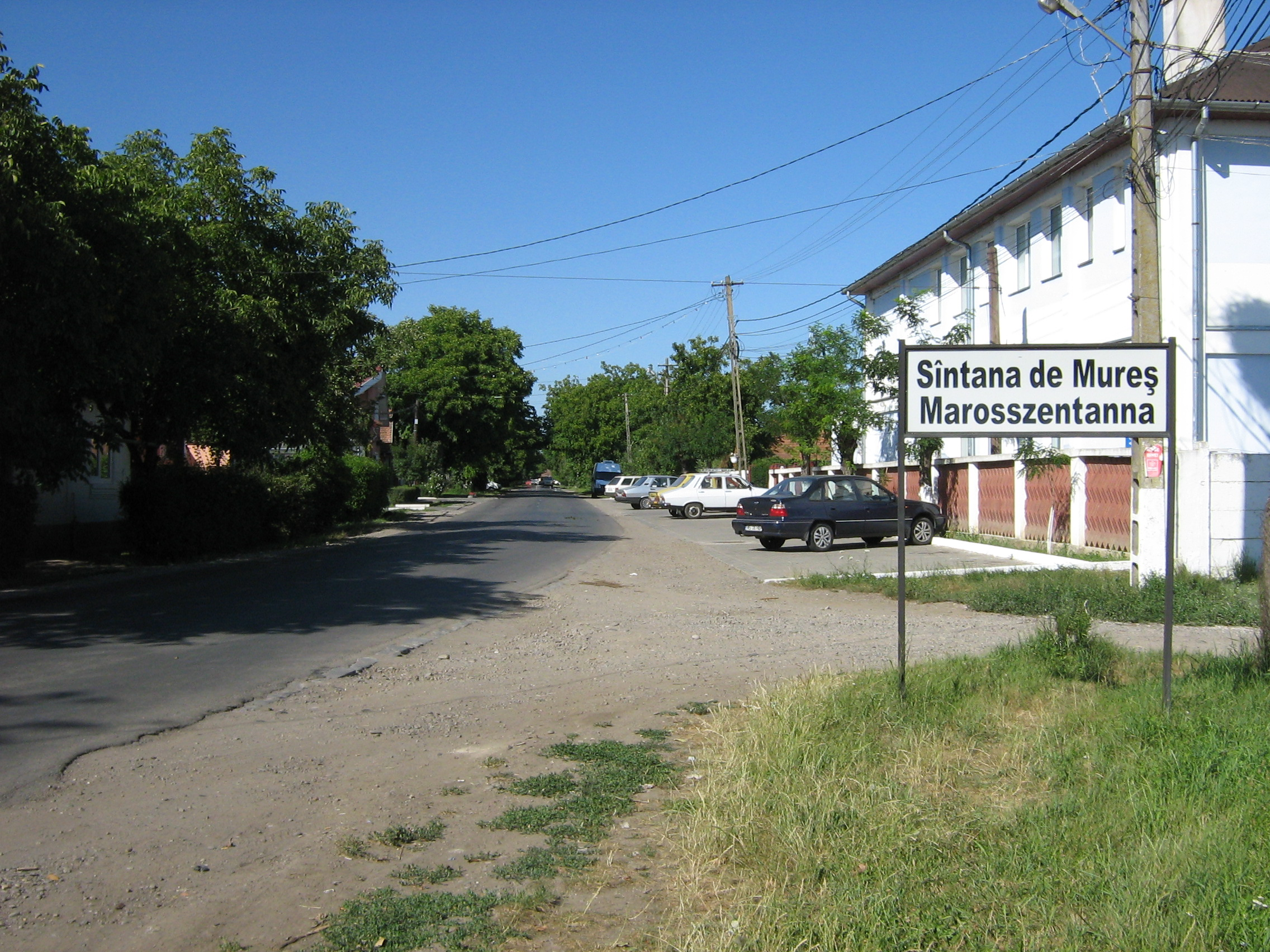
Toegangsbord van Sântana de Mureș
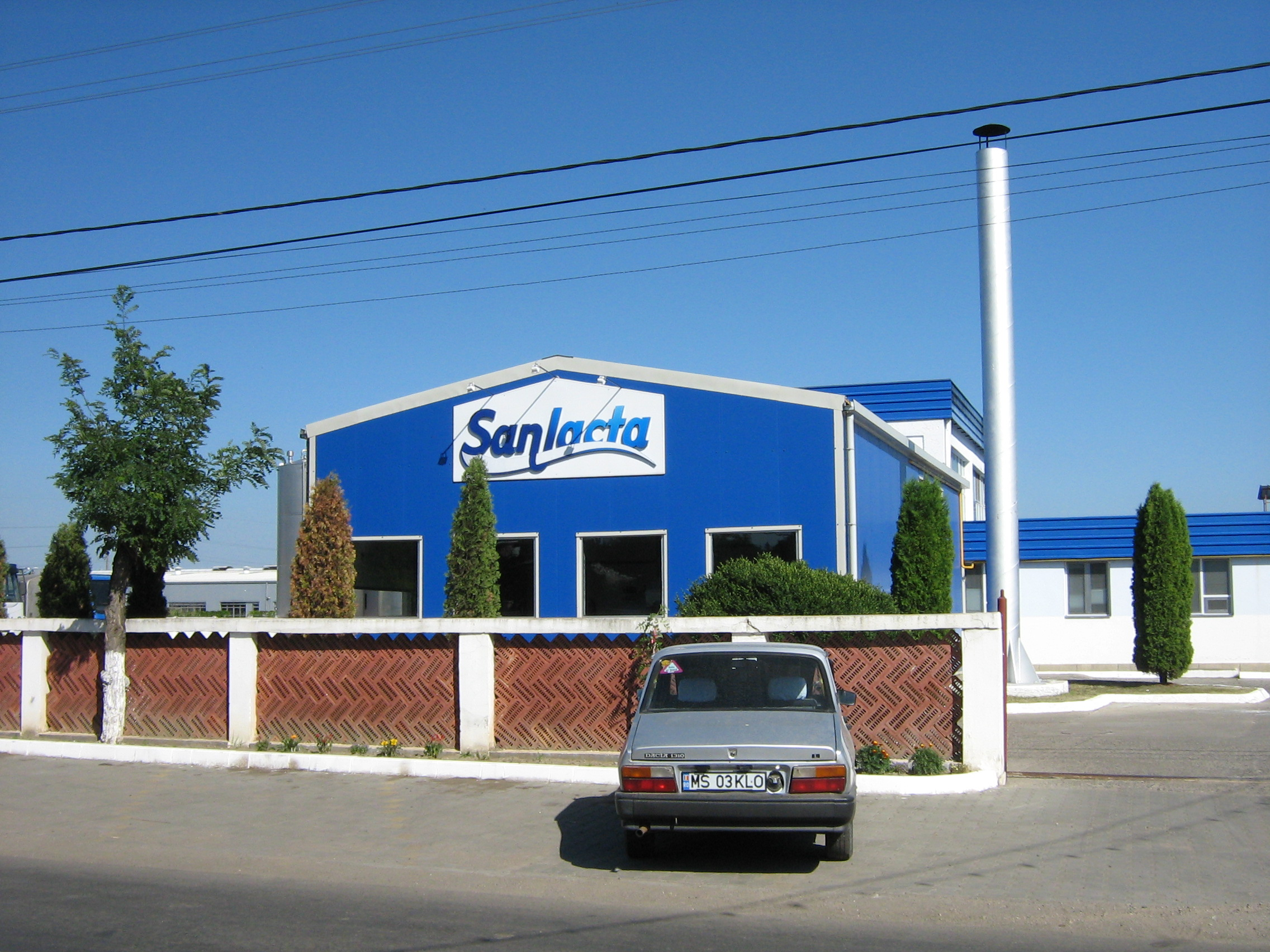
Melkverwerkend bedrijf 'Sanlacta' in het dorp
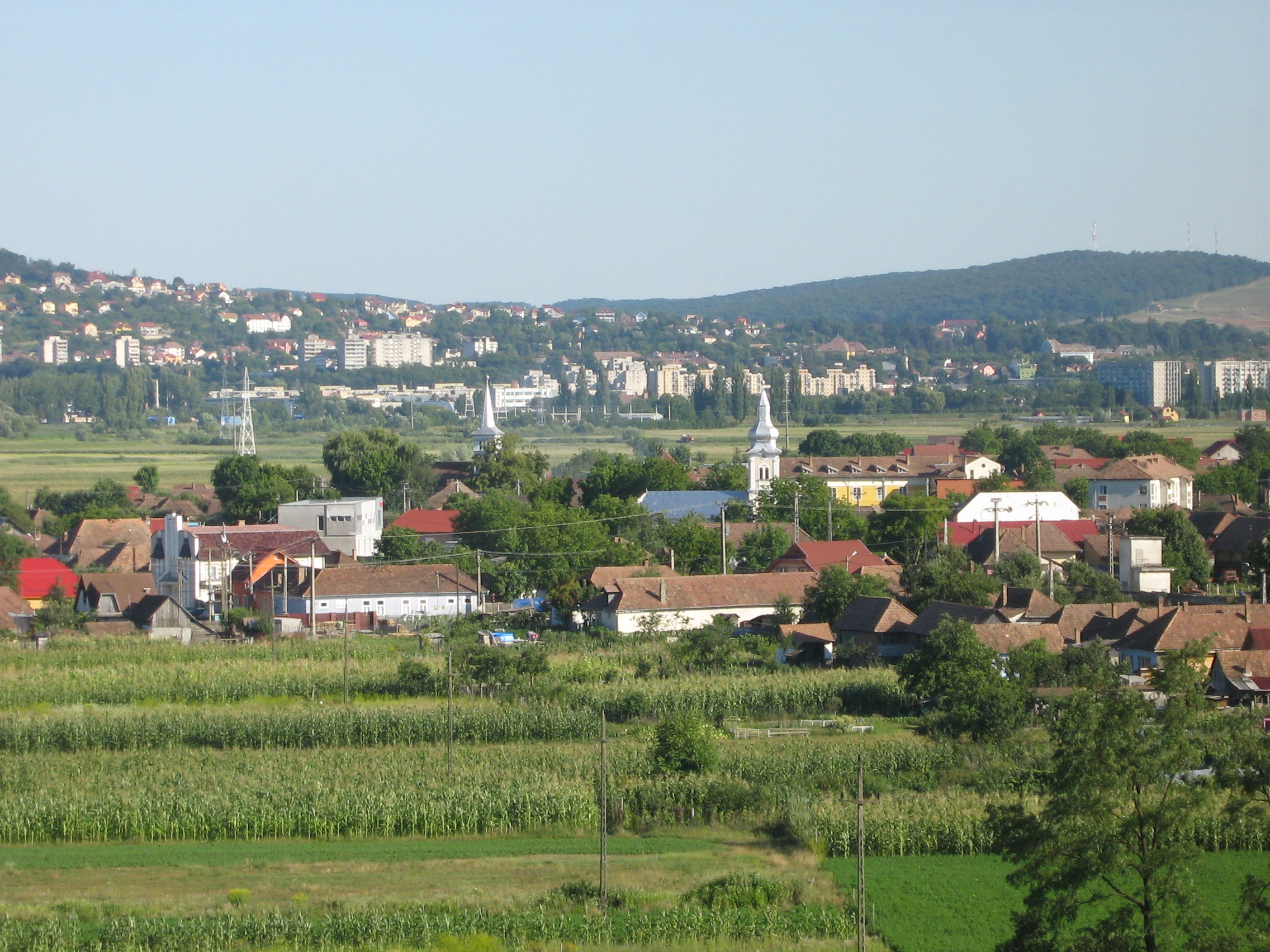
Een zicht op het dorp

### Recente geschiedenis
Sântana de Mureș maakte deel uit van de regio Szeklerland van Transsylvanië. Tot 1918 maakte het deel uit van het Maros-Torda Comitaat van Koninkrijk Hongarije. Het werd een deel van Roemenië na het Verdrag van Trianon uit 1920.

## Demografie
In 2002 telde de comună zo'n 4.266 inwoners, in 2007 waren dit er al 4.676. Dit is een stijging van 410 inwoners (+9,6%) in 5 jaar tijd. De comună heeft een etnisch gemixte bevolking, met een relatieve Hongaarse meerderheid. Van de 4.676 mensen waren er zo'n 2.175 (46,5%) Hongaren en 2.068 (44,2%) Roemenen.
Tijdens de volkstelling van 2011 is gebleken dat de bevolking door de suburbanisatie vanuit Târgu Mureș is gegroeid tot 5723 inwoners. Hiervan waren er 2868 Roemenen (50,1%), 	2309 Hongaren (40,3%) en 387 Roma (6,8%). Hiermee zijn de Hongaren voor het eerst in de geschiedenis een minderheid geworden in deze gemeente in het historische Szeklerland.